# Tribute (Yanni)
Tribute è un album dal vivo del musicista greco Yanni, pubblicato nel 1997.
Il disco è stato registrato in due suggestivi luoghi: nel Taj Mahal in India e nella Città Proibita in Cina, nel periodo marzo-maggio 1997.

## Tracce
1. Deliverance – 8:33
2. Adagio in C Minor – 3:50
3. Renegade – 7:14
4. Dance with a Stranger – 6:45
5. Tribute – 6:40
6. Prelude – 2:27
7. Love Is All – 5:25
8. Southern Exposure – 6:48
9. Waltz in 7/8 – 5:32
10. Nightingale – 5:44
11. Niki Nana (We're One) – 8:15